# Amplexus

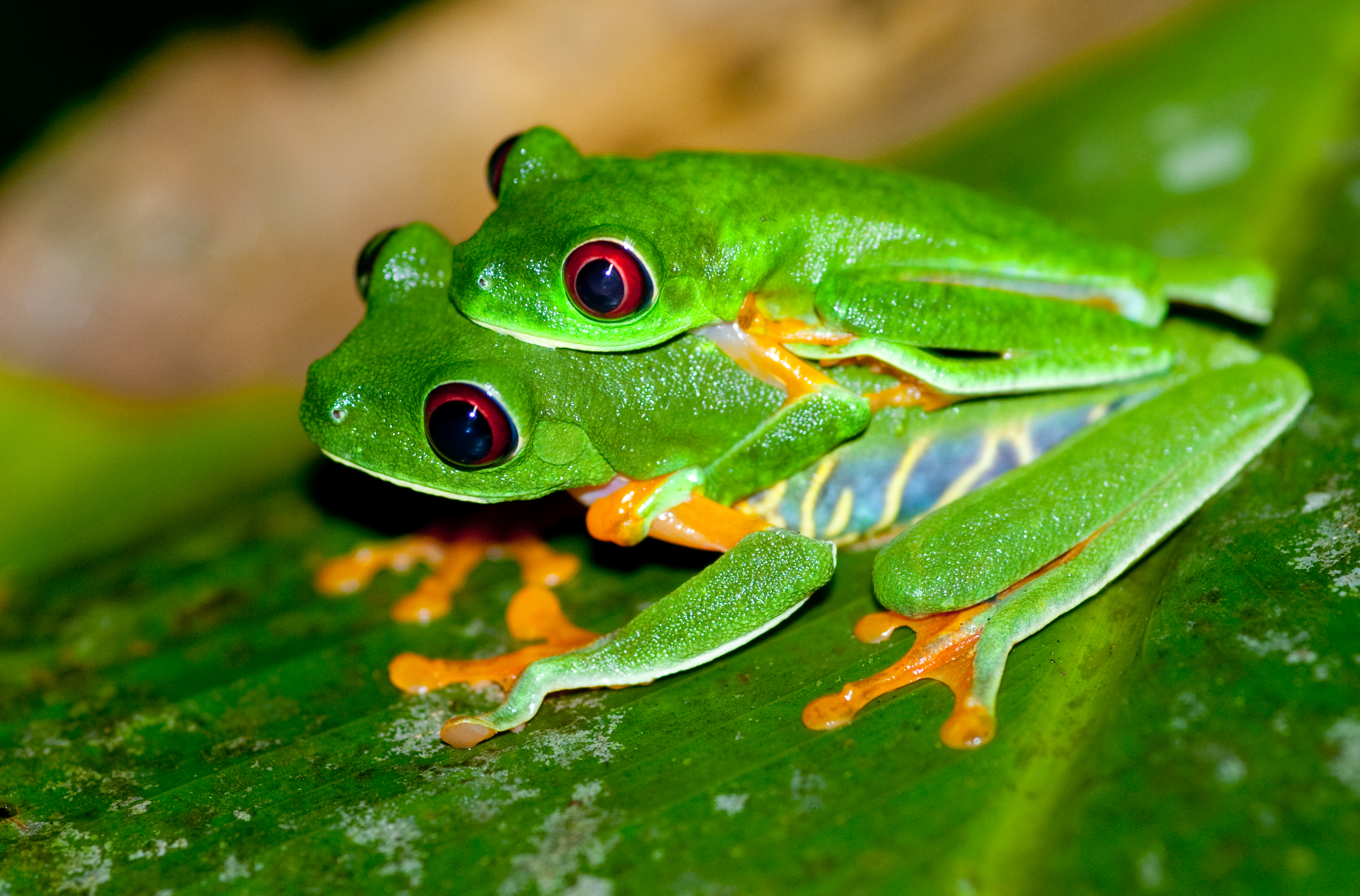
Amplexus chez la Rainette aux yeux rouges (Agalychnis callidryas).

L'amplexus est le nom donné à la technique d'accouplement de la plupart des anoures et des urodèles, qui voit le mâle monter sur le dos de la femelle et s'accrocher à elle avec ses pattes et sa queue pour certains urodèles. À cet effet, de nombreux anoures mâles présentent des callosités nuptiales qui permettent de mieux saisir la femelle.

## Position chez les anoures
On distingue principalement trois types d'amplexus chez les anoures : 
- amplexus lombaire : les pattes antérieures du mâle encerclent la taille de la femelle au niveau des membres postérieurs. C'est le cas des mâles des familles Leiopelmatidae, Discoglossidae, Pipidae, Rhinophrynidae, Pelobatidae et Pelodytidae ainsi que de quelques espèces dans les familles Myobatrachidae et Leptodactylidae ;
- amplexus axillaire : les pattes antérieures du mâle agrippent la femelle sous les aisselles ou au niveau des membres antérieurs ;
- amplexus céphalique : les pattes antérieures du mâle agrippent la femelle sous la gorge. C'est le cas des mâles de quelques espèces de la famille des Dendrobatidae.

| Amplexus lombaire Sonneur à ventre jaune | Amplexus axillaire Crapaud commun |
| ---------------------------------------- | --------------------------------- |
| Sonneur à ventre jaune.                  | Crapaud commun.                   |

Pour au moins trois espèces du genre Mantidactylus que l'on trouve à Madagascar, la position de reproduction se fait par amplexus par enjambement : la femelle passe sa tête sous les pattes postérieures du mâle tandis que ce dernier, en position verticale, s'accroche à une feuille. Comme cela arrive toujours par temps de pluie, on pense que le sperme est libéré sur le dos de la femelle et puis coule sur les œufs pondus. Mantidactylus liber se reproduit de cette façon.
Pour certaines espèces des genres Kaloula, Gastrophryne et Breviceps qui sont des anoures plus ronds avec des membres courts, la position de reproduction se fait par amplexus collé : le mâle sécrète une substance collante dans sa région abdominale puis s'attache à l'arrière de la femelle. Breviceps adspersus se reproduit de cette façon.

## Position chez les urodèles
Les urodèles ont aussi des amplexus variés :
- amplexus ventral : les pattes antérieures du mâle agrippent la femelle avec les membres antérieurs lors d'une capture ventrale. C'est le cas de certains mâles des genres Chioglossa, Pleurodeles, Salamandra et Taricha ;
- amplexus dorsal : les pattes antérieures du mâle agrippent la femelle avec les membres antérieurs lors d'une capture dorsale. C'est le cas de certains mâles des genres Salamandra et Taricha ;
- amplexus céphalique : les pattes postérieures du mâle agrippent la femelle sous la gorge lors d'une capture dorsale. C'est le cas de certains mâles du genre Notophthalmus. Certains mâles du genre Euproctus utilisent quant à eux leur queue pour saisir la femelle.

## Description chez les anoures
Généralement, au moment de la ponte, le mâle émet du sperme qui coule sur les œufs, ce qui les féconde : c'est un « faux accouplement » car il est effectué sans pénétration du mâle dans la femelle. L'action mécanique des pattes du mâle sur la femelle participe en outre à l'expulsion des œufs.
Les espèces des genres Ascaphus et Mertensophryne possèdent un organe pénétrant qui permet une fertilisation interne des œufs. Quatre espèces du genre Nectophrynoides et deux espèces du genre Eleutherodactylus ont aussi une fertilisation interne mais qui ne se fait pas par amplexus mais par Apposition cloacale.
Selon les espèces, l'amplexus peut durer de quelques minutes à quelques jours, et même de 70 à 135 jours chez le crapaud Atelopus laetissimus.

## Description chez les urodèles
La majorité des urodèles ont une fertilisation interne.
Les tritons européens du genre Triturus se reproduisent sans amplexus.